# Nicola Caputo (Bischof)
Nicola Caputo (* 3. Februar 1774 in Neapel; † 6. November 1862 in Lecce) war ein italienischer römisch-katholischer Geistlicher und Bischof von Lecce.

## Leben
Er war der Sohn von Salvatore Caputo, marchese von Cerveto, und dessen Ehefrau Marianna Cacciatore, Witwe von Saverio Abadessa. Er schloss in Neapel ein Studium der Rechtswissenschaften ab. Nachdem er einige Zeit als Anwalt gearbeitet und kurz vor dem Ausbruch der Revolution von 1799 am politischen Leben teilgenommen hatte, veranlasste ihn eine spirituelle Krise am 12. Januar 1799, in den geistlichen Stand zu treten. Nach dem Verzicht auf den Titel eines marchese, auf den er Anspruch hatte, empfing er am 20. September 1800 die Priesterweihe. Danach wirkte er als Seelsorger in Neapel, erwarb sich einen guten Ruf als Prediger wie auch die Sympathie der Oberschicht und wurde schließlich als eine der wichtigsten Persönlichkeiten des neapolitanischen Klerus angesehen. Am 13. Oktober 1805 wurde er Kanoniker an der Kathedrale von Neapel. Im Juni 1818 hatte Ferdinand I. ihn bereits für die Ernennung zum Bischof von Tropea vorgeschlagen, doch mit Erlass vom 14. September 1818 ordnete der König beider Sizilien die Ernennung für die Diözese Lecce an. Nach einem Studium der Theologie an der Universität von Neapel wurde Nicola Caputo am 21. Dezember 1818 zum Bischof von Lecce ernannt. Die Bischofsweihe empfing er am 3. Januar 1819.
Während seiner Amtszeit als Bischof von Lecce vertrat Caputo die Positionen eines liberalen Katholizismus. So war er einer von drei Bischöfen, die 1821 in den Staatsrat gewählt wurden, die beiden anderen waren der Bischof von Monreale und der Erzbischof von Reggio Calabria. Dies veranlasste Ferdinand I. dazu, sich beim Heiligen Stuhl über Bischof Caputo zu beklagen.
Nicola Caputo starb im Alter von 88 Jahren an seinem Bischofssitz. Beigesetzt wurde er im Dom von Lecce.